# ألبرتو بيريز كينتانا
ألبرتو بيريز كينتانا (بالإسبانية: Alberto Quintana)‏ (29 أبريل 1996 في إسبانيا - ) هو لاعب كرة قدم إسباني في مركز الوسط. لعب مع نادي قادش.

## وصلات خارجية
- ألبرتو بيريز كينتانا على موقع قاعدة بيانات كرة القدم.إي يو (الإنجليزية)
- ألبرتو بيريز كينتانا على موقع Soccerway.com (الإنجليزية)
- ألبرتو بيريز كينتانا على موقع AS.com (الإسبانية)